# DIKKE
DIKKE is de artiestennaam van Mohamed Eddahbi Agounad (10 november 1997). Agounad is een Belgische rapartiest met een Imazighen-Marokkaanse achtergrond.

## Biografie
Agounad groeide op in Lummen en Maasmechelen als jongste broertje van vijf broers en zussen. Zowel zijn vader als grootvader waren mijnwerkers. Als kind kwam Agounad in aanraking met rapmuziek door cd’s die hij van broers vond. Vanaf het moment dat hij op latere leeftijd kennismaakte met YouTube, luisterde hij met name naar Nederlandstalige rapmuziek. Naast het luisteren naar muziek, begon Agnouad op jonge leeftijd ook al met het schrijven van poëzie. Op zijn veertiende schreef hij zijn eerste nummer. Na een eerste rapnummer op YouTube te hebben geplaatst, postte hij rapvideo’s op Facebook. In deze amateurtracks rapte hij over jarennegentigbeats heen. Volgend op het eerste succes dat hij aldaar verwierf, stapte hij over naar Instagram. Dat alles deed hij onder de naam Moker, die hij na zijn initiële succes veranderde in Dikke.
Agounad maakte een tijd lang commerciële muziek om bij te verdienen. Daarna stuurde hij twee demo’s op naar Top Notch Belgium. Met succes: de platenmaatschappij bood hem een contract aan. Het debuutalbum dat hij bij het label uitbracht, 130 Kilo, kwam op nummer één binnen op de Belgische Ultratop. Het album kwam in 2021 uit en werd in datzelfde jaar gevolgd door een nieuw album genaamd Nooduitgang. Op de valreep van 2022 bracht DIKKE een derde album met de titel Beef Met Mezelf, uit.  
Tot op het moment dat Agounad voor optredens werd geboekt, werkte hij in kledingzaken om rond te kunnen komen. In 2022 rondde hij de opleiding Logistiek Management, gespecialiseerd in wegvervoer, af met onderscheiding.